# Natterwand
Die Natterwand ist ein 1618 m ü. A. hoher Berg in den Bayerischen Voralpen in Tirol.

## Topographie
Der Berg ist der höchste Gipfel der stark bewaldeten Berggruppe zwischen Schneidjoch im Osten und dem Achental. Die Gruppe ist von den schon den Bayerischen Voralpen zugehörigen Blaubergen durch das Klammbachtal und das Satteltal getrennt und wurde vor der Alpenvereinseinteilung der Ostalpen 1984 selbst den Bayerischen Voralpen zugerechnet. Weitere Gipfel in der kleinen Gruppe sind der Rotmöserkopf (1522 m), der Mahmooskopf (1336 m) und das etwas isoliert stehende Hofjoch (1341 m) im Westen.

## Anstieg
Die Natterwand, die seit 2003 ein Gipfelkreuz trägt und eine steile Nordwand aufweist, wird wegen ihrer Aussicht auf die Blauberge, das Schneidjoch, den Guffert und die Unnütze gerühmt. Sie wird vom Achental auf einem teilweise bezeichneten Weg in zweieinhalb bis drei Stunden über den Festlalm-Niederleger (der auch von der Straße nach Steinberg am Rofan erreicht wird) und den Festlalm-Hochleger erstiegen.

## Galerie

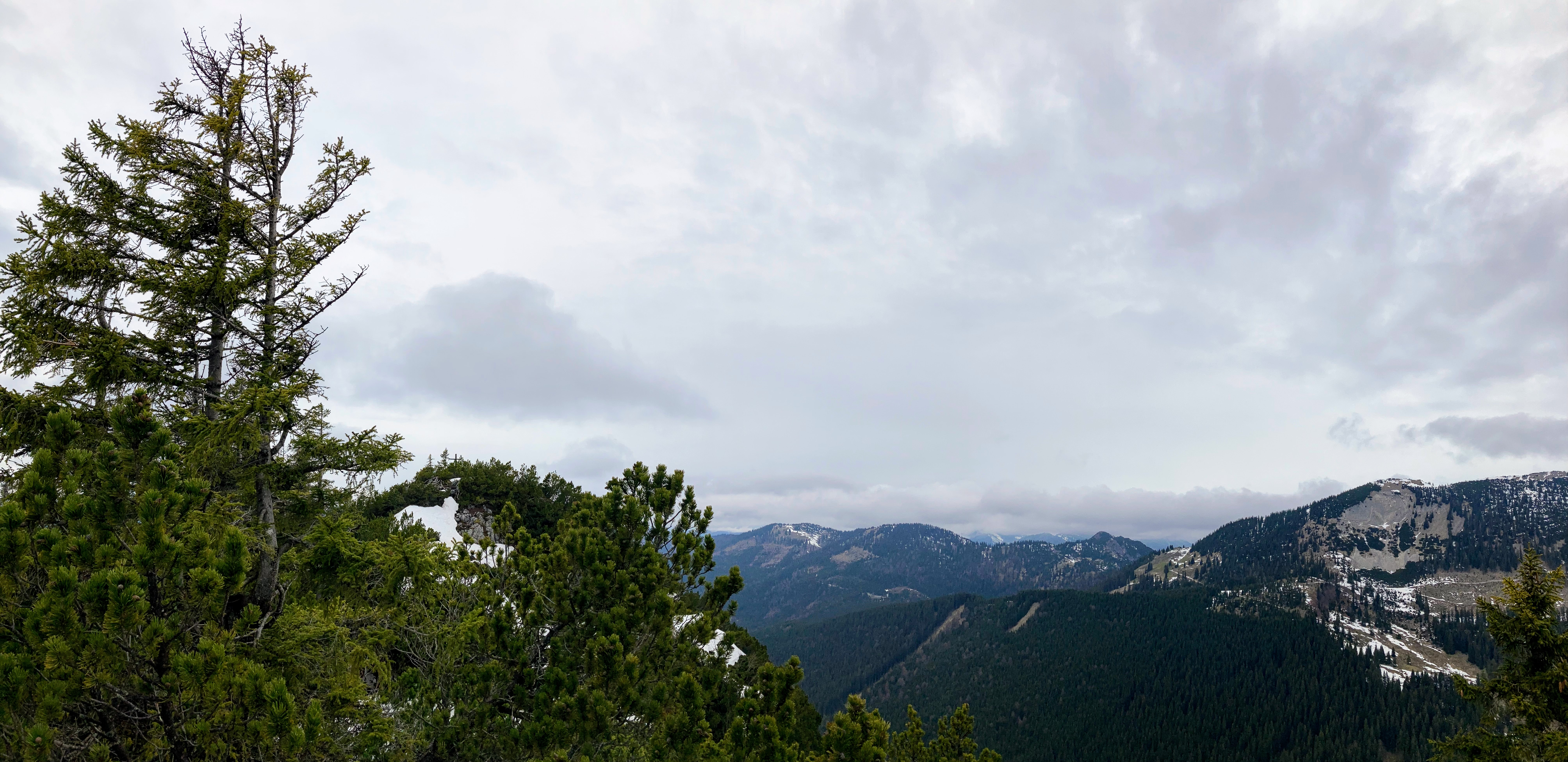
Natterwand, Gipfelkamm mit kleinem Kreuz
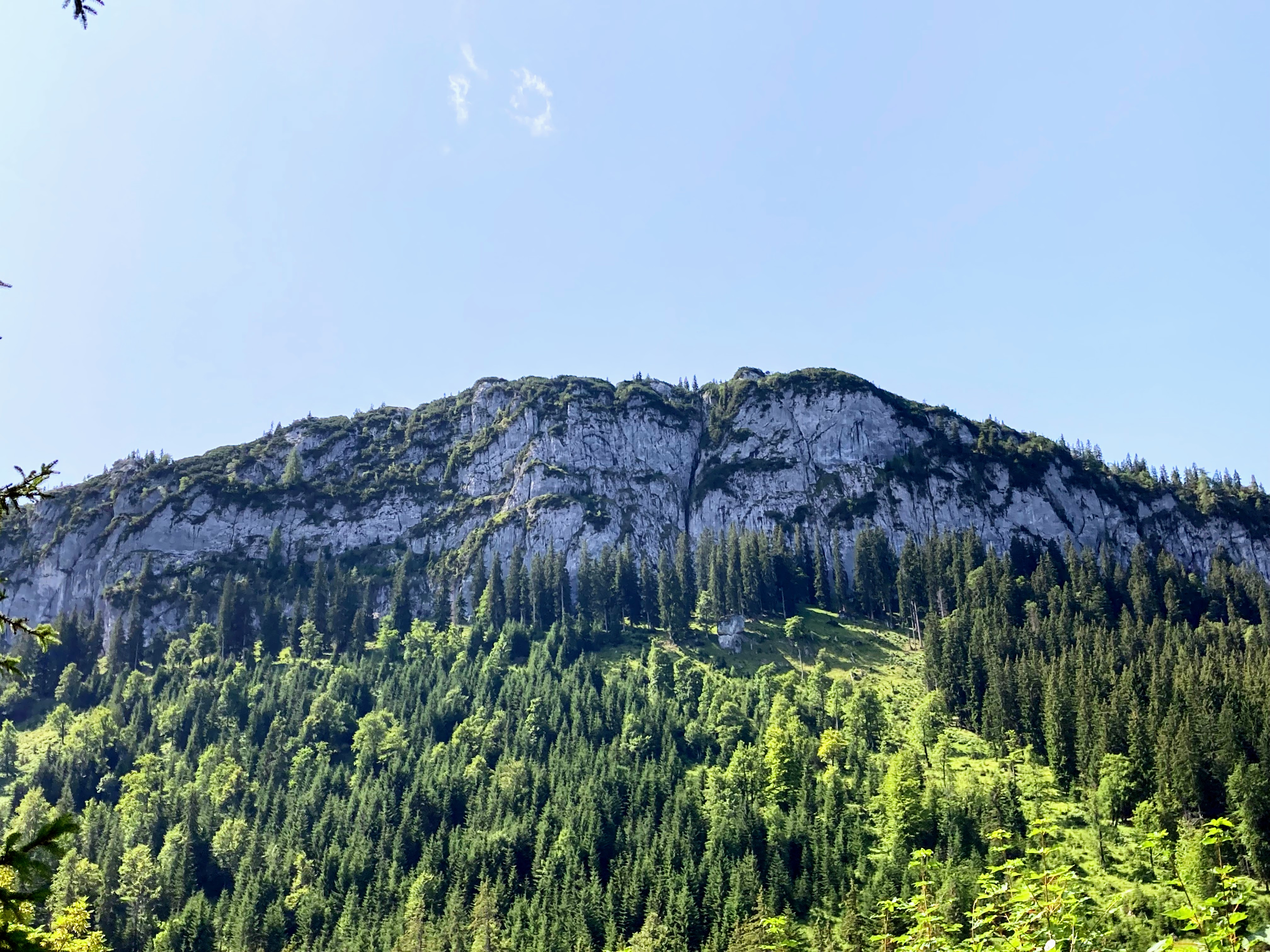
Nordflanke